# Absolutely Live (альбом Toto)
Не слід плутати з однойменним альбомом The Doors - Absolutely Live.
«Absolutely Live» — це концертний альбом гурту «Toto», випущений у лютому 1993 року, лейблом Columbia Records. Альбом ґрунтується на концертних записах туру здійсненого на підтримку альбому Kingdom Of Desire. 

## Композиції

### Диск 1
- 1. "Hydra" - 7:44
- 2. "Rosanna" - 8:25
- 3. "Kingdom Of Desire" - 8:02
- 4. "Georgy Porgy" - 3:45
- 5. "99" (Paich)-3:01
- 6. "I´Won´t Hold You Back" - 2:09
- 7. "Don´t Stop Me Now" - 2:35
- 8. "Africa" - 6:11

### Диск 2
- 1. "Don´t Chain My Heart" - 7:21
- 2. "I'll Be over You" - 5:38
- 3. "Home of the Brave" - 7:07
- 4. "Hold the Line" - 10:44
- 5. "With a Little Help from My Friends" - 10:08